# Copa de Naciones del Golfo de 1984
La Copa de Naciones del Golfo de 1984 (en árabe: كأس الخليج العربي‎) fue la séptima edición del torneo de fútbol a nivel de selecciones nacionales de las monarquías del Golfo que contó con la participación de siete países de la región.
Irak venció en un partido de desempate a Catar en Muscat, Omán para ser campeón de la zona por segunda ocasión.

## Resultados

### Primera Ronda
| País           | Pts | J | G | E | P | GF | GC | GD |
| -------------- | --- | - | - | - | - | -- | -- | -- |
| Irak           | 9   | 6 | 4 | 1 | 1 | 11 | 4  | +7 |
| Catar          | 9   | 6 | 4 | 1 | 1 | 9  | 5  | +4 |
| Arabia Saudita | 7   | 6 | 3 | 1 | 2 | 9  | 8  | +1 |
| UAE            | 7   | 6 | 2 | 3 | 1 | 5  | 4  | +1 |
| Baréin         | 4   | 6 | 1 | 2 | 3 | 3  | 6  | −3 |
| Kuwait         | 4   | 6 | 1 | 2 | 3 | 4  | 8  | −4 |
| Omán           | 2   | 6 | 0 | 2 | 4 | 3  | 9  | −6 |

| 9 de marzo de 1984 | Omán | 0 − 1 | Baréin      | Royal Oman Police Stadium, Muscat |  |
|                    |      |       | Shuwair 74' |                                   |  |

| 10 de marzo de 1984 | Emiratos Árabes Unidos          | 2 − 0 | Kuwait | Royal Oman Police Stadium, Muscat |  |
|                     | Al-Talyani 8' · S. Abdullah 49' |       |        |                                   |  |

| 10 de marzo de 1984 | Catar                  | 2 − 1 | Arabia Saudita  | Royal Oman Police Stadium, Muscat |  |
|                     | Khalfan 21' · Zaed 29' |       | M. Abdullah 33' |                                   |  |

| 11 de marzo de 1984 | Irak          | 2 − 1 | Omán       | Royal Oman Police Stadium, Muscat |  |
|                     | Saeed 25' 29' |       | Hamdan 45' |                                   |  |

| 12 de marzo de 1984 | Kuwait     | 1 − 0 | Baréin | Royal Oman Police Stadium, Muscat |  |
|                     | Sultan 35' |       |        |                                   |  |

| 12 de marzo de 1984 | Emiratos Árabes Unidos | 1 − 0 | Catar | Royal Oman Police Stadium, Muscat |  |
|                     | Al-Talyani 4'          |       |       |                                   |  |

| 15 de marzo de 1984 | Irak       | 0 − 0 | Emiratos Árabes Unidos | Royal Oman Police Stadium, Muscat |  |
|                     | Dirjal 33' |       | Obaid 78'              |                                   |  |

| 15 de marzo de 1984 | Arabia Saudita                                  | 3 − 1 | Omán     | Royal Oman Police Stadium, Muscat |  |
|                     | Al-Musaibeah 7' · Bakhshwain 17' · Khalifah 79' |       | Aman 65' |                                   |  |

| 16 de marzo de 1984 | Catar                | 2 − 1 | Kuwait     | Royal Oman Police Stadium, Muscat |  |
|                     | Muftah 15' · Ead 49' |       | Shabib 45' |                                   |  |

| 17 de marzo de 1984 | Irak                           | 4 − 0 | Arabia Saudita | Royal Oman Police Stadium, Muscat |  |
|                     | Shakir 25' · Saeed 57' 70' 84' |       |                |                                   |  |

| 18 de marzo de 1984 | Catar                 | 2 − 0 | Omán | Royal Oman Police Stadium, Muscat |  |
|                     | Zaed 62' · Muftah 68' |       |      |                                   |  |

| 18 de marzo de 1984 | Emiratos Árabes Unidos | 1 − 1 | Baréin      | Royal Oman Police Stadium, Muscat |  |
|                     | Obaid 50'              |       | Shuwair 35' |                                   |  |

| 20 de marzo de 1984 | Arabia Saudita | 1 − 1 | Kuwait        | Royal Oman Police Stadium, Muscat |  |
|                     | Al-Nafeasah 4' |       | Abdunnabi 42' |                                   |  |

| 20 de marzo de 1984 | Irak       | 1 − 0 | Baréin | Royal Oman Police Stadium, Muscat |  |
|                     | Hashim 66' |       |        |                                   |  |

| 21 de marzo de 1984 | Emiratos Árabes Unidos | 1 − 1 | Omán         | Royal Oman Police Stadium, Muscat |  |
|                     | F. Khamees 55'         |       | G. Khmaes 7' |                                   |  |

| 22 de marzo de 1984 | Catar    | 1 − 1 | Baréin     | Royal Oman Police Stadium, Muscat |  |
|                     | Zaed 60' |       | Farhan 10' |                                   |  |

| 22 de marzo de 1984 | Irak                       | 3 − 1 | Kuwait       | Royal Oman Police Stadium, Muscat |  |
|                     | Saeed 47' 75' · Allawi 80' |       | Fulaiteh 59' |                                   |  |

| 23 de marzo de 1984 | Arabia Saudita            | 2 − 0 | Emiratos Árabes Unidos | Royal Oman Police Stadium, Muscat |  |
|                     | Khalifah 26' · Jassem 86' |       |                        |                                   |  |

| 25 de marzo de 1984 | Catar                          | 2 − 1 | Irak      | Royal Oman Police Stadium, Muscat |  |
|                     | Muftah 26' · Gorgis 41' (a.g.) |       | Radhi 55' |                                   |  |

| 25 de marzo de 1984 | Kuwait                     | 0 − 0 | Omán | Royal Oman Police Stadium, Muscat |  |
|                     | Abdunnabi 48' · Shabib 67' |       |      |                                   |  |

| 26 de marzo de 1984 | Arabia Saudita    | 2 − 0 | Baréin | Royal Oman Police Stadium, Muscat |  |
|                     | Al-Meagil 66' 69' |       |        |                                   |  |

### Final
| 28 de marzo de 1984 | Irak        | 1–1 (t. s.)(3–2 p.) | Catar       | Royal Oman Police Stadium, Muscat |  |
|                     | Dirjal 102' |                     | Muftah 109' |                                   |  |

## Campeón
| Copa de Naciones del Golfo 1984 |
| ------------------------------- |
| Bandera de Irak                 |
| Irak 2º Título                  |